# خير أباد (إسفراين)
خير أباد (بالفارسية: خیرآباد) هي قرية تقع في قسم زرق‌آباد الريفي (مقاطعة إسفراين) في إيران. يقدر عدد سكانها بـ 132 نسمة بحسب إحصاء 2016.